# BBC Lausanne
BBC Lausanne ist ein Schweizer Basketballverein aus Lausanne. Der 1929 gegründete Verein ist im Sportzentrum Vallée de la Jeunesse beheimatet und spielt in der Ligue Nationale de Basket B (LBN).

## Geschichte
Der Verein wurde 1929 als l'epi sport Lausanne gegründet und war der erste Basketballverein der Stadt. In den 1950ern erfolgte die Namensänderung zu Sanas Merry Boys Lausanne. Seit 2010 heißt der Verein BBC Lausanne.
2014 war der Verein verschuldet. Laut Aussage des Klubpräsidenten im Jahr 2016 strebte der Verein ein Budget zwischen 400.000 und 800.000 Schweizer Franken an, um die Saison 2017 unter den Top 6 der LNA beenden zu können. Nach Abschluss der ersten Qualifikationsrunde belegte der BBC Lausanne Platz 6.
Anfang 2017 folgte der Konkurs und der Club suchte über soziale Netzwerke Spender. Die Liga liess den BBC Lausanne dennoch weiterspielen. So konnte 2017 das Halbfinale des Schweizer Basketball Cups erreicht werden. Zur Rettung des Vereins erklärte sich Trainer Randoald Dessarzin bereit, überall um Unterstützung zu bitten, Der Verein ist noch immer auf Spenden angewiesen.

## Erfolg
Unter dem Namen Sanas Merry Boys Lausanne wurde der Verein 1952 und 1964 Schweizer Basketball-Meister. Der Schweizer Cup konnte 1946, 1955, 1956, 1957, 1959 und 1963 gewonnen werden.

## Jugendabteilung
Laut Club-Website können sich bereits 8- bis 12-Jährige für die Jugendabteilung bewerben.

## Berühmte Spieler
- Giancarlo Sergi, seit 2004 Geschäftsführer der Liga[13]
- Goran Jagodnik, 2001